# Hubbes Walter
Hubbes Walter, álneve Elek János (Brassó, 1929. március 19. – Stuttgart, 2008) zeneszerző, zenei író, karmester.

## Életpályája
Szülővárosában német elemibe járt, középiskolai tanulmányait a sepsiszentgyörgyi Székely Mikó Kollégiumban végezte (1948), majd négy évig Kolozsvárt a Zeneművészeti Főiskola hallgatója. Tanulmányait Bukarestben fejezte be, ahol zeneszerzést, vezénylést is tanult, zenetanári oklevelet szerzett (1964). Közben 1950-től Kolozsvárt munkáskórusokat és népi zenekart vezetett; 1955-ben Marosvásárhelyen telepedett le, ahol egy évig a Népi Alkotások Házának szakirányítója, majd 1956 és 1970 között az Állami Székely Népi Együttes karmestere. 1970-től 1972-ig Sepsiszentgyörgyön vezetett népi együttest.

## Munkássága
Számos tömegdalt és pionírdalt komponált (Építsd a hazát; Szép a hazánk; Az osztag dala). Sok előadást értek meg a marosvásárhelyi együttes számára szerzett művei (köztük a Kádár Kata vegyeskarra, Viszik a menyasszonyt, Lapádi népdalok, Kőrispataki táncok és Udvarhelyszéki zsebkendős vegyeskarra és népi zenekarra, Rapszódia népi zenekarra, Egyszer egy királyfi c. táncjáték gyermekeknek). Zenei tárgyú cikkeit a Művelődés, Utunk, Vörös Zászló közölte.
Önálló kötetei: Rózsa, rózsa, piros rózsa. Székely népdalgyűjtemény (1957); Gyermekkórusok (Veress Zoltán, Majtényi Erik, Hajdu Zoltán, Székelyhídi József, Kányádi Sándor, Lászlóffy Aladár verseire szerzett feldolgozásainak válogatása, 1966).